# Artiom Kononiuk
Artiom Andreyevich Kononiuk –en ruso, Артëм Андреевич Кононюк– (Riazán, 19 de diciembre de 1989) es un deportista ruso que compitió en piragüismo en la modalidad de aguas tranquilas. Ganó una medalla de bronce en el Campeonato Mundial de Piragüismo de 2009, en la prueba de K1 200 m.

## Palmarés internacional
| Campeonato Mundial | Campeonato Mundial | Campeonato Mundial | Campeonato Mundial |
| Año                | Lugar              | Medalla            | Competición        |
| ------------------ | ------------------ | ------------------ | ------------------ |
| 2009               | Dartmouth (Canadá) | Medalla de bronce  | K1 200 m           |